# Ornette
Pour les articles homonymes, voir Ornette (homonymie).
L'Ornette est une rivière française qui coule dans les départements de la Mayenne et de la Sarthe. C'est un affluent de la Sarthe en rive droite, donc un sous-affluent de la Loire par la Sarthe et la Maine.

## Géographie
L'Ornette prend sa source dans les hauteurs de la partie nord-est du département de la Mayenne, sur le territoire de Pré-en-Pail. Elle a son confluent avec la Sarthe à la limite entre les communes de Saint-Pierre-des-Nids en Mayenne et de Saint-Léonard-des-Bois dans le département de la Sarthe.

## Communes traversées
- Département de la Mayenne : Pré-en-Pail, Gesvres et Saint-Pierre-des-Nids.
- Département de la Sarthe : Saint-Léonard-des-Bois

## Hydrologie
L'Ornette est une rivière bien alimentée, mais très irrégulière. Son débit a été observé durant une période de 17 ans (1992-2008), à Saint-Pierre-des-Nids, localité du département de la Mayenne située à peu de distance de son confluent avec la Sarthe. Le bassin versant de la rivière y est de 54 km2 (soit sa presque totalité).
Le module de la rivière à Saint-Pierre-des-Nids est de 0,537 m3/s.
L'Ornette présente des fluctuations saisonnières de débit très marquées. Les hautes eaux ont lieu en hiver portant le débit mensuel moyen à un niveau situé entre 0,85 et 1,43 m3/s, de décembre à mars inclus (avec un maximum en janvier). Dès le mois de mars, le débit mensuel diminue rapidement jusqu'aux basses eaux d'été. Celles-ci assez longues se déroulent de début juin à début octobre, accompagnées d'une baisse du débit moyen mensuel allant jusqu'à 0,057 m3/s au mois d'août. Mais les fluctuations de débit sont encore plus prononcées sur de plus courtes périodes ou selon les années.
À l'étiage, le VCN3 peut chuter jusque 0,002 m3/s, en cas de période quinquennale sèche, soit 2 petits litres par seconde, ce qui peut être qualifié de très sévère, le cours d'eau se trouvant alors presque à sec.
Les crues peuvent être très importantes, compte tenu de la taille fort modeste de la rivière et de son bassin versant. Les QIX 2 et QIX 5 valent respectivement 11 et 15 m3/s. Le QIX 10 est de 18 m3/s, le QIX 20 de 20 m3/s, tandis que le QIX 50 n'a pas été calculé étant donné l'insuffisance de la durée d'observation des débits.
Le débit instantané maximal enregistré à Saint-Pierre-des-Nids durant cette période de 16 ans, a été de 17,6 m3/s le 25 février 1997, tandis que la valeur journalière maximale était de 11,9 m3/s le 22 janvier 1995. Si l'on compare la première de ces valeurs à l'échelle des QIX de la rivière, l'on constate que cette crue était à peine d'ordre décennal, et donc destinée à se reproduire assez fréquemment.
L'Ornette est une rivière abondante, bien alimentée par les précipitations de son bassin. La lame d'eau écoulée dans son bassin versant est de 314 millimètres annuellement, ce qui est sensiblement équivalent à la moyenne d'ensemble de la France tous bassins confondus, et nettement supérieur à la moyenne du bassin de la Sarthe sans le Loir (201 millimètres). Le débit spécifique de la rivière (ou Qsp) atteint 9,9 litres par seconde et par kilomètre carré de bassin.